# Stefan Herbst
Stefan Herbst (Leipzig, 17 mei 1978) is een gewezen internationaal topzwemmer uit Duitsland op de vrije slag. Hij vertegenwoordigde zijn vaderland driemaal op rij bij de Olympische Spelen, te beginnen in 2000 (Sydney). Herbst maakte jarenlang deel uit van de Duitse estafetteteams op de 4x100 en de 4x200 meter vrije slag. Zijn vier jaar oudere zus Sabine was ook actief op het hoogste niveau als zwemster. Hetzelfde geldt voor hun beide ouders, Eva Wittke en Jochen Herbst. Zijn moeder fungeerde jarenlang als zijn trainer.